# 六花柿
六花柿（学名：Diospyros hexamera）为柿科柿属下的一个种，也是一種乔木以及热带亚热带植物，高20米。六花柿主要分佈於云南南部的河口。

## 扩展阅读
- 維基物種上的相關：六花柿